# Walka powietrzna
Walka powietrzna – starcie zbrojne w przestrzeni powietrznej statków powietrznych (pojedynczych samolotów, śmigłowców, bezzałogowych statków powietrznych lub ich grup), z użyciem dysponowanej przez nie broni, zmierzającym do zniszczenia przeciwnika lub rozbicia jego ugrupowania albo zmuszenia go do zaniechania wykonania zadania bojowego. Jest połączeniem manewru i ognia w celu rażenia i zniszczenia przeciwnika powietrznego.
Walkę powietrzną determinują cztery podstawowe czynniki:
- pilot wyposażony w informację (wiedzę) i umiejętności,
- samolot lub śmigłowiec o określonych właściwościach, ze swoim uzbrojeniem i wyposażeniem (elektronicznym, mechanicznym),
- stan środowiska, dostępna przestrzeń,
- ruch.

Immanentną cechą walki powietrznej jest ruch, tym samym o jej istocie stanowi manewrowanie statków powietrznych i tworzenie warunków do użycia dysponowanych środków rażenia. Walka w lotnictwie może być rozpatrywana wieloaspektowo. Może być prowadzona w środowisku powietrznym (walka powietrzna), gdzie jest starciem dwóch lub większej liczby samolotów. Może być prowadzona na styku dwóch środowisk – powietrznego i lądowego lub morskiego (walka powietrzno-lądowa, powietrzno-morska). Jej istotą jest wówczas uderzenie z powietrza na obiekt na powierzchni ziemi lub wody zdolny do obrony lub nie i jest starciem samolotów z OPL, oraz obroną obiektu, która może być czynną (manewr, rażenie) i bierną (maskowanie, osłona, mylenie).

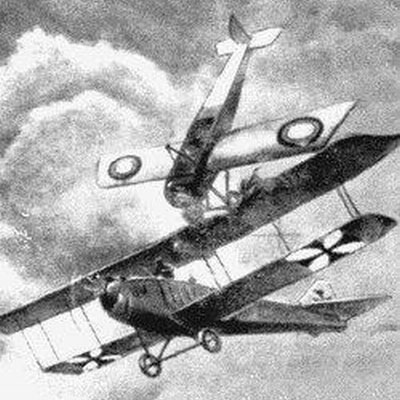
Pierwsza walka samolotów (taran Niestierowa)

## Historia
Pierwsza walka samolotów odbyła się 8 września 1914 podczas I wojny światowej koło Żółkwi. Rosyjski pilot Piotr Niestierow staranował austro-węgierski samolot rozpoznawczy. W wyniku ataku samoloty rozbiły się, a załogi zginęły.
W październiku 1914 w pobliżu Jonchery-sur-Vesle we Francji rozbił się niemiecki samolot zestrzelony przez francuską załogę. Była to pierwsza tego typu walka powietrzna w historii światowego lotnictwa.

## Podział
Przy zastosowaniu kryterium liczby angażowanych sił, walki powietrzne dzielą się na pojedyncze i grupowe.
Stosując kryterium sposobu prowadzenia walk powietrznych można je podzielić na manewrowe i niemanewrowe. Pierwsze są utożsamiane z walkami prowadzonymi w zasięgu wzrokowej widzialności zaangażowanych sił, a drugie z walkami w których strony utrzymują kontakt poprzez wykorzystywanie pokładowych radarowych, elektro-optycznych lub innych systemów wykrywania, śledzenia i naprowadzania broni, pozostając z przeciwnikiem, generalnie podczas całej walki, poza zasięgiem wzrokowej widzialności. Poza walką pojedynczych statków powietrznych (samolotów lub śmigłowców) w teorii i praktyce rozpatrywane są walki powietrzne grupowe, stanowiące starcia w przestrzeni powietrznej więcej niż dwóch samolotów każdej ze stron.

## Walka na małych odległościach
Walka powietrzna o charakterze manewrowym w swej istocie składa się z trzech etapów: zbliżania, ataku i wyjścia z ataku lub wycofania z walki.

### Zbliżanie
Zbliżanie – jest etapem, który trwa od momentu wykrycia celu do zajęcia pozycji wyjściowej do ataku, którą wybiera się w zależności od rodzaju uzbrojenia, możliwości celownika lub systemu kierowania uzbrojeniem, warunków lotu, widzialności, wielkości i rodzaju ugrupowania przeciwnika i własnej grupy oraz optymalnego kierunku manewru po wykonaniu ataku. Zbliżanie powinno być przeprowadzone w sposób skryty i zaskakujący taktycznie oraz w jak najkrótszym czasie. Zbliżanie można wykonać po prostej, na kursach zgodnych przecinających się lub równoległych, na kursach przeciwnych i zbieżnych pod różnymi kątami, a w końcowej fazie, kiedy przewiduje się użycie broni lufowej lub niekierowanych pocisków rakietowych – po krzywej pogoni i celowania.

### Atak
Atak – jest decydującym etapem walki powietrznej, podczas którego powinno nastąpić rażenie i zestrzelenie celu powietrznego lub rozbicie ugrupowania i odstąpienie od realizacji zadania przez przeciwnika. Atak obejmuje manewr wykonany w stronę celu, naprowadzanie broni, oznaczanie celu lub celowanie i odpalenie pocisku rakietowego, kierowanie środkiem rażenia lub prowadzenie ognia artyleryjskiego. Podczas manewru atakowania powinny być utrzymywane te warunki lotu, które zapewniają celowanie i efektywne użycie posiadanych środków rażenia, a ponadto umożliwią wykonanie ataku w najkrótszym czasie. W zależności od wzajemnego usytuowania samolotu atakującego i celu, możliwości manewrowych samolotu atakującego, rodzaju posiadanego uzbrojenia i systemu celowniczego, sposobu naprowadzania i parametrów zbliżania, a także taktycznej sytuacji powietrznej, wyróżnia się następujące sposoby ataków:
- ataki w tylnej półsferze celu (TPS);
- ataki w przedniej półsferze celu (PPS);
- ataki pod dużymi sylwetkami (DS).

Atakowanie w tylnej półsferze charakteryzują stosunkowo małe prędkości zbliżania samolotów, wydłużony czas ataku i dogodne warunki celowania, zwłaszcza wtedy, gdy cel nie manewruje. Mamy z nim do czynienia głównie w czasie pościgu, oraz podczas manewrowej walki na małych odległościach. Umożliwia atak z wykorzystaniem broni rakietowej i artyleryjskiej. Jest najdogodniejszym sposobem atakowania z użyciem broni lufowej i klasycznych celowników strzeleckich.
Atakowanie w przedniej półsferze charakteryzuje się krótkim czasem identyfikacji, celowania i wyjścia z ataku. Wymaga środków wykrywania i rażenia o znacznym zasięgu ze względu na duże prędkości zbliżania samolotu atakującego i celu. Jest możliwe z użyciem rakietowych pocisków kierowanych lub samonaprowadzających się z czułymi głowicami na podczerwień lub aktywnymi głowicami radiolokacyjnymi, o dobrych parametrach manewrowych.
Ataki pod dużymi sylwetkami są możliwe z użyciem nowoczesnego uzbrojenia rakietowego o cechach wysokiej manewrowości lub w formie ognia zaporowego przy użyciu broni lufowej.

### Wyjście z ataku
Wyjście z ataku następuje po stwierdzeniu rażenia celu, po przekroczeniu granicznych parametrów strefy możliwych ataków, po wyjściu celu z pola widzenia lub obserwacji środkami technicznymi albo kiedy zachodzi potrzeba oceny jego skutków.
Wyjście z walki następuje po zniszczeniu celu, zużyciu środków rażenia lub przy braku warunków do prowadzenia ognia albo w celu wycofania. Powinno być energiczne, uniemożliwiające przeciwnikowi podjęcie przeciwdziałania (otwarcie i prowadzenie skutecznego ognia), a jednocześnie powinno zapewnić zajęcie dogodnej pozycji do kontynuowania ataków na poprzedni lub kolejne cele. Jeżeli drugi atak nie jest konieczny, wyjście z pierwszego ataku jest jednocześnie wyjściem z walki powietrznej. Walka powietrzna może przybierać również charakter niemanewrowy. Ma miejsce wówczas, kiedy strony, lub przynajmniej jedna z nich, dysponują możliwościami wykrywania przeciwnika powietrznego na dużych odległościach i mają środki rażenia naprowadzane albo samonaprowadzające się na cele powietrzne średniego lub dalekiego zasięgu. Wówczas walka powietrzna składa się z dwóch lub trzech początkowych etapów opisanych wyżej (poszukiwanie, identyfikacja, zbliżanie). Atak sprowadza się do odpalenia rakietowego pocisku samonaprowadzającego lub kierowanego z chwilą wejścia przeciwnika w zasięg skutecznego rażenia.
Wyjście z ataku jest przejściem do fazy ponownego poszukiwania przeciwnika na dotychczasowym lub nowym kierunku (kursie lotu), a w innym przypadku może być odejściem z kursu naprowadzania pocisku kierowanego, na kurs powrotny do bazy, do strefy patrolowania lub tankowania itp. Walka powietrzna powinna być również rozpatrywana z pozycji defensywnej. Jeśli jest to walka statków tej samej kategorii (np. myśliwskich) to jej istotą jest wówczas uniknięcie rażenia przez przeciwnika, manewrowanie i przejęcie inicjatywy, a celem takiego postępowania powinno być skuteczne zaatakowanie przeciwnika posiadaną bronią. Jeśli zaatakowany statek powietrzny należy do innej kategorii, o parametrach lotu znacznie poniżej parametrów atakujących samolotów myśliwskich np. jest to samolot bombowy albo transportowy, wówczas obrona sprowadza się do użycia środków mylenia głowic kierowanych pocisków rakietowych, takich jak dipole przeciwradiolokacyjne, odpalane lub holowane pułapki termiczne lub termiczno-elektromagnetyczne, albo użycie środków zakłócania elektronicznego systemów naprowadzania pocisków rakietowych. Samoloty uderzeniowe często posiadają również na pokładzie środki wykrywania zagrożeń i broń służącą do obrony tylnej półsfery. Może to być broń artyleryjska albo rakietowa działająca w systemie kierowanym lub automatycznym.

### Manewr obronny
Manewr obronny nieuzbrojonego samolotu ma na celu utrudnienie trafienia i/lub wyjście poza strefę rażenia broni atakującego statku powietrznego. Celem manewru obronnego może być również wejście w strefę rażenia własnej obrony przeciwlotniczej w celu stworzenia zagrożenia dla atakującego statku powietrznego.
Podstawą obrony w walce powietrznej myśliwców jest manewr. Ma on na celu uniemożliwienie przeciwnikowi niezakłóconego śledzenia i celowania oraz celnego prowadzenia ognia artyleryjskiego lub naprowadzania broni kierowanej. Zasadą działania obronnego jest przejście do manewrowania w tej płaszczyźnie, w której zaatakowany statek powietrzny ma korzystniejsze parametry lotu od atakującego, takie jak: mniejszy promień i czas zakrętu w płaszczyźnie poziomej lub mniejsza utrata wysokości albo lepsze parametry wznoszenia w manewrach pionowych. W walce grupowej manewrowanie zaatakowanej formacji ma na celu utrudnienie przeciwnikowi prowadzenia skoncentrowanego ognia, utrudnienie dowodzenia i zerwanie ataku grupowego. Przejście do indywidualnych walk manewrowych daje szansę załogom myśliwskim lepiej wyszkolonym na przejęcie inicjatywy i skuteczną obronę. Działania obronne to również użycie środków mylenia kierowanych i samonaprowadzających pocisków rakietowych.

## Walka na dużych odległościach
Walka na dużych odległościach, poza zasięgiem widzialności wzrokowej, daje przewagę załogom i samolotom dysponującym pokładowymi środkami wykrywania, śledzenia i naprowadzania kierowanych pocisków rakietowych z lepszymi parametrami taktyczno-technicznymi. Lepsze parametry techniczne systemów wykrywania (zasięg, dyskrecja, czas i wielkość przeszukiwanej przestrzeni, liczby jednocześnie śledzonych obiektów) i kierowania bronią (skuteczność sposobów naprowadzania kierowanych pocisków rakietowych, liczba jednocześnie atakowanych celów powietrznych) zapewniają wcześniejsze wykrycie przeciwnika i uprzedzający atak z wykorzystaniem zaskoczenia.
Duże znaczenie dla defensywy mają pokładowe środki ostrzegania o zagrożeniach. Nowoczesne systemy tego typu bardzo szybko informują załogę o wykrytym zagrożeniu, jego rodzaju, o czasie jaki pozostał na przeciwdziałanie i wskazują na optymalne sposoby reagowania. Połączone z systemami osłony automatycznie uruchamiają dysponowane systemy obronne i wykorzystują środki mylenia broni użytej przez przeciwnika. W walce obronnej poza zasięgiem widzialności wzrokowej stosowane są obronne manewry przeciwrakietowe, w walkach na małych odległościach zaatakowane samoloty stosują głównie manewry przeciwmyśliwskie.

## Walka międzyśrodowiskowa
W walce międzyśrodowiskowej (powietrzno-powierzchniowej) występują podobne fazy jak w walce powietrznej. Do przeprowadzenia ataku z powietrza konieczne jest pokonanie odległości dzielącej miejsce bazowania lotnictwa uderzeniowego i obiekt ataku – co jest odpowiednikiem zbliżania. Trasa lotu w działaniach regularnych przebiega zawsze częściowo nad własnym terytorium, a częściowo nad terytorium przeciwnika. W niektórych przypadkach lot może się odbywać nad terytorium neutralnym (przestrzeń powietrzna otwartego morza, przestrzeń powietrzna doraźnie udostępniana). Pod względem zagrożenia bezpieczeństwa, każdy z tych przypadków stanowi odmienne warunki lotu samolotów. W przypadku ekstremalnym wymaga planowych przedsięwzięć dotyczących pokonania systemu OP przeciwnika i OPL obiektu rażenia.
Cel znajdujący się na powierzchni ziemi lub wody, atakowany z powietrza może podejmować różne formy przeciwdziałania, czynne i bierne. Do czynnych zalicza się użycie dysponowanych środków obrony przeciwlotniczej (własnych lub przydzielonych), a bierne formy przeciwdziałania stanowią: manewr, maskowanie i stosowanie różnego rodzaju zasłon utrudniających wykrycie, celowanie, naprowadzanie i rażenie rakietowymi środkami kierowanymi (zasłony dymne, termiczne). Istotą walki powietrze-ziemia jest zbliżenie do celu, odpowiedni manewr i użycie uzbrojenia (celowanie, odpalenie, zrzut, naprowadzanie, kierowanie) oraz wyjście z ataku. Wyjście z ataku należy rozumieć jako opuszczenie rejonu celu (strefy zagrożenia ze strony OPL obiektu). Często jest ono połączone z manewrem przeciwartyleryjskim lub przeciwrakietowym. Jeśli nie jest planowany kolejny atak, wyjście wykonuje się w kierunku punktu zaplanowanego jako miejsce zbiórki ugrupowania taktycznego albo jako wyjściowy punkt trasy powrotnej (WPTP).

## Ataki grupowe
W przypadku uderzenia grupowego, dodatkowo atak często poprzedza zmiana ugrupowania (rozformowanie lub przeformowanie sił) i manewr do indywidualnego ataku. Po atakach indywidualnych najczęściej jest realizowana zbiórka grupy samolotów, chociaż są możliwe warianty indywidualnego powrotu na własne terytorium.
Atakowanie obiektów na powierzchni ziemi (wody) może być wykonywane z małych, średnich lub dużych wysokości, z zastosowaniem prostych lub złożonych manewrów przez samoloty (śmigłowce), z użyciem artyleryjskich, bombardierskich lub rakietowych środków rażenia, niekierowanych, kierowanych albo samonaprowadzających się na cel. Wybór sposobu ataku zależy od konkretnej sytuacji taktycznej i dysponowanej broni (środków rażenia, systemów wsparcia itp.). Współcześnie tylko samoloty rozpoznawcze i uderzeniowe klasy stealth wykonują w uzasadnionych przypadkach indywidualne misje bojowe. Generalnie zadania uderzeniowe są wykonywane przez specjalnie dobrane ugrupowania taktyczne, działające według precyzyjnego planu misji. Ugrupowania są złożone z formacji (grup) samolotów, które mają do wykonania konkretne zadania taktyczne. Mogą to być zadania główne (uderzeniowe) lub pomocnicze o charakterze zabezpieczającym, takie jak: osłona elektroniczna i myśliwska sił głównych, eliminowanie zagrożeń ze strony OPL, rozpoznanie bezpośrednie i wskazywanie celów, kontrola rezultatów uderzeń.